# Tectocepheus alatus
Tectocepheus alatus är en kvalsterart som beskrevs av Berlese 1913. Tectocepheus alatus ingår i släktet Tectocepheus och familjen Tectocepheidae. Inga underarter finns listade i Catalogue of Life.